# استونی در المپیک تابستانی ۱۹۲۴
استونی در بازی‌های المپیک تابستانی ۱۹۲۴ که در شهر پاریس، فرانسه برگزار شده با ۴۴ ورزشکار مرد در پنج رشته ورزشی شرکت کرده‌است.
استونی با ۱ مدال طلا، ۱ نقره و ۴ برنز در رده هفدهم رده‌بندی مدال‌ها قرار گرفته‌است.

## مدال‌آوران
| مدال | نام              | ورزش        | رویداد                         | تاریخ    |
| ---- | ---------------- | ----------- | ------------------------------ | -------- |
| طلا  | ادوارد پوتسپ     | کشتی        | Men's Greco-Roman bantamweight | ۱۰ ژوئیه |
| نقره | آلفرد نئولند     | وزنه‌برداری  | Men's 75 kg                    | ۲۳ ژوئیه |
| برنز | الکساندر کلومبرگ | دو و میدانی | Men's decathlon                | ۱۲ ژوئیه |
| برنز | یان کیکاس        | وزنه‌برداری  | Men's 75 kg                    | ۲۳ ژوئیه |
| برنز | هارالد تامر      | وزنه‌برداری  | Men's +82.5 kg                 | ۲۳ ژوئیه |
| برنز | رومن استینبرگ    | کشتی        | Men's Greco-Roman middleweight | ۱۰ ژوئیه |

## نتایج بر پایه رویداد

### دو میدانی
۱۰۰ متر مردان
- رینهولد کسکول – مرحله ۱ گروه ۱3: 5th ۱۱٬۵ (→ dnq)
- Herbert Küttim – مرحله ۱ گروه ۱: (→ dns)
- Juhan Oja – competed for  لتونی (LAT) – مرحله ۱ گروه ۵: 2nd ۱۱٬۲; مرحله ۲ گروه ۳: 5th ۱۱٬۲ (→ dnq)

۲۰۰ متر مردان
- رینهولد کسکول – مرحله ۱ گروه ۱6: 3rd ۲۴٬۰ (→ dnq)
- Herbert Küttim – مرحله ۱ Heat 7: (→ dns)
- Juhan Oja – competed for  لتونی (LAT) – مرحله ۱ گروه ۱7: 2nd ۲۳٬۸; مرحله ۲ گروه ۱: 4th ۲۳٬۱ (→ dnq)

۴۰۰ متر مردان
- رینهولد کسکول – مرحله ۱ گروه ۲: 4th ۵۳٬۲ (→ dnq)
- Herbert Küttim – مرحله ۱ گروه ۳: (→ dns)

۸۰۰ متر مردان
- یوهانس ویلمسون – مرحله ۱ Heat 8: (→ dns)

۱۵۰۰ متر مردان
- الکساندر آنتسون – مرحله ۱ گروه ۵: 5th (→ dnq)
- یوهانس ویلمسون – مرحله ۱ گروه ۲: (→ dns)

ماراتن
- یوری لوسمن – فینال –: ۲:۵۷٫۵۴٬۶ (→ 10. place)
- المار ریمان – فینال – ۳:۴۰٫۵۲٬۰ (→ finished last, 30. place)

۳۰۰۰ متر با مانع مردان
- الکساندر آنتسون – مرحله ۱ گروه ۱: (→ dns)

پرش ارتفاع مردان
- والتر اور – مرحله مقدماتی گروه ۱: 1.75m (→ dns?, 15. - 18. place)

پرش طول
- والتر اور – مرحله مقدماتی گروه ۱: 6th 6.585m (→ dnq, 19. place)

پرش با نیزه مردان
- والتر اور – مرحله مقدماتی گروه ۲: 9th–11th ۳٫۲۰ (→ dnq, 15. - 20. place)

پرتاب وزنه مردان
- هارالد تامر – مرحله مقدماتی گروه ۱: 5th 13.28m (→ 12. place)

پرتاب وزنه مردان
- گوستاو کالکون – مرحله مقدماتی گروه ۲: 5th 38.46m (→ 15. place)

پرتاب نیزه مردان
- الکساندر کلومبرگ – مرحله مقدماتی گروه ۲: 9th 49.61m (→ 17. place);

دهگانه مردان
- الکساندر کلومبرگ – فینال: (100 m – 11,6s; long jump – 6,96m; shot put – 12.27m; high jump – 1,75m; 400 m – 54,4s; 100 m hurdles – 17,6s; discus throw – 36.795m; pole vault – 3.30m; javelin throw – 57.70m; 1,500 m – 5.16,0) Total points: 7329,360p. (→  Bronze Medal)
- اوگن اوئما – فینال: (100 m – 11,8; long jump – 6.49m; shot put – 9.63m; high jump – 1.65m; 400 m – 55,4s; 100 m hurdles – 17,0s; discus throw – 28.46m; pole vault – 3.30m; javelin throw – 40.69; 1,500 m – 5.32,4) Total points: 5899,105p (→ 16. place)
- المار راهن – فینال: (100 m – 11,8s; long jump – 6.27m; shot put – 9.525m; high jump – 1.60m; 400 m – 53,6s; 100 m hurdles – 18,4s; discus throw – dnf; pole vault – 2.80m; javelin throw – 38.38m; 1,500 m – 4.44,0) Total points: 5292,760p (→ 21. place)
- والتر اور – فینال: (100 m – 11,8; long jump – 6.45m; shot put – 10.90m; high jump – 1.70m; 400 m – 55,8s) (→ dnf, 32. place)

### بوکس
Men's welterweight (−66,7 kg).
- والتر پالم
  - مرحله اول – شکست برابر Héctor Méndez  آرژانتین (ARG) (→ did not advance, 17. -29. place)

### وزنه‌برداری
Men's featherweight (−60,0 kg)
- الکساندر ریچمان (→ dns)
- گوستاو ارنساکس ۳۷۲٬۵ کیلوگرم (۶۰٬۰; ۸۰٬۰; ۶۷٬۵; ۷۲٬۵; ۹۲٬۵) (→ جایگاه ۶)

Men's lightweight (−67,5 kg)
- ادوارد واناسمه ۴۱۵٬۰ کیلوگرم (۶۵٬۵; ۷۷٬۵; ۸۵٬۰; ۸۰٬۰; ۱۰۷٬۵) (→ جایگاه ۶)
- وولدمار نورماگی ۲۹۵٬۰ کیلوگرم (۶۵٬۵; ۷۵٬۰; ۸۵٬۰; ۷۲٬۵; ۰) (→ جایگاه ۲۲)

Men's middleweight (−75,0 kg)
- آلفرد نئولند ۴۵۵٬۰ کیلوگرم (۸۲٬۵; ۹۰٬۰; ۷۷٬۵; ۹۰٬۰; ۱۱۵٬۰) .(→  مدال نقره)
- یان کیکاس ۴۵۰٬۰ کیلوگرم (۷۰٬۰; ۸۷٬۵; ۸۰٬۰; ۸۵٬۰;۱۲۷٬۵). (→  مدال برنز)

Men's light-heavyweight (−82,5 kg)
- سائول هالاپ ۴۶۵٬۰ کیلوگرم (۷۵٬۰; ۹۵٬۰; ۹۰٬۰; ۹۰٬۰; ۱۱۵٬۰) (→ جایگاه ۹)

Men's heavyweight (+82,5 kg)
- هارالد تامر ۴۹۷٬۵ کیلوگرم (۷۵٬۰; ۹۵٬۰; ۹۰٬۰; ۹۷٬۵; ۱۴۰٬۰). (→  مدال برنز)
- کالیو راگ ۴۹۰٬۰ کیلوگرم (۸۰٬۰; ۹۲٬۵; ۹۰٬۰; ۹۷٬۵; ۱۳۰٬۰) (→ جایگاه ۷)

### کشتی
Men's Greco-Roman Bantamweight (−58 kg)
- ادوارد پوتسپ
  - مرحله اول – شکست برابر P. Slock  بلژیک (BEL) با ضربه ۴ دقیقه.
  - مرحله دوم – شکست برابر Väinö V. Ikonen  فنلاند (FIN) با امتیاز.
  - مرحله سوم – شکست برابر J. Skopový  چکسلواکی (TCH) با امتیاز.
  - مرحله چهارم – شکست برابر Anselm Ahlfors  فنلاند (FIN) با ضربه ۱۶ دقیقه.
  - مرحله پنجم – شکست برابر Armand Magyar  مجارستان (HUN) با امتیاز.
  - مرحله ششم – شکست برابر Sigfrid Hansson  سوئد (SWE) با امتیاز. (→  مدال طلا)
- آنتون کولمان
  - مرحله اول – شکست برابر Georges Appruzeze  فرانسه (FRA) با ضربه فنی ۱۳ دقیقه ۱۰ ثانیه.
  - مرحله دوم – شکست برابر جووانی گوتزی  ایتالیا (ITA) با امتیاز.
  - مرحله سوم – شکست برابر Väinö V. Ikonen  فنلاند (FIN) با امتیاز. (→ صعود نکرد، جایگاه ۱۳. -۱۶. )

Men's Greco-Roman Featherweight (−62 kg)
- وولدمار ولی
  - مرحله اول – شکست برابر Eduard Rottiers  بلژیک (BEL) با امتیاز.
  - مرحله دوم – شکست برابر Jordán Vallmajo Giralt  اسپانیا (ESP) با ضربه فنی ۳ دقیقه ۴۵ ثانیه.
  - مرحله سوم – شکست برابر Arthur Nord  نروژ (NOR) با امتیاز.
  - مرحله چهارم – شکست برابر Ödön Radvány  مجارستان (HUN) با امتیاز. (→ صعود نکرد، جایگاه ۸. -۱۱.)
- اسوالد کاپ
  - مرحله اول – شکست برابر René Rottenfluc  فرانسه (FRA) با ضربه فنی ۱۶ دقیقه ۱۲ ثانیه.
  - مرحله دوم – شکست برابر Jenö Németh  مجارستان (HUN) با امتیاز.
  - مرحله سوم – شکست برابر Aage Torgensen  دانمارک (DEN) با امتیاز.
  - مرحله چهارم – شکست برابر کاله آنتیلا  فنلاند (FIN) با امتیاز. (→ صعود نکرد، جایگاه ۸. -۱۱.)

Men's Greco-Roman Lightweight (−67,5 kg)
- آلبرت کوسنتس
  - مرحله اول – شکست برابر G. Metayer  فرانسه (FRA) با ضربه فنی ۱۲ دقیقه ۲۰ ثانیه.
  - مرحله دوم – شکست برابر Otto Borgström  سوئد (SWE) با ضربه فنی ۱ دقیقه ۲۰ ثانیه.
  - مرحله سوم – شکست برابر Walter Ranghieri  ایتالیا (ITA) با ضربه فنی
  - مرحله چهارم – شکست برابر Mihály Matura  مجارستان (HUN) با امتیاز.
  - مرحله پنجم – شکست برابر Arne Gaupseth  نروژ (NOR) با امتیاز.
  - مرحله ششم – شکست برابر Kalle Westerlund  فنلاند (FIN) با امتیاز. (→ جایگاه ۴)
- آلفرد پارکس
  - مرحله اول – شکست برابر Holger Askehave  دانمارک (DEN) با امتیاز.
  - مرحله دوم – شکست برابر Leon Rękawek  لهستان (POL) با ضربه فنی ۲ دقیقه ۳۰ ثانیه.
  - مرحله سوم – شکست برابر Rūdolfs Ronis (Rudolf Rone)  لتونی (LAT) با امتیاز ۲۶ دقیقه.
  - مرحله چهارم – شکست برابر Kalle Westerlund  فنلاند (FIN) با امتیاز. (→ صعود نکرد،  جایگاه ۱۰. -۱۲.)

Men's Greco-Roman Middleweight (−75,0 kg)
- رومن استینبرگ
  - مرحله اول – شکست برابر Ferenc Györgyei (A. Györffy)  مجارستان (HUN) با امتیاز.
  - مرحله دوم – استراحت.
  - مرحله سوم – شکست برابر F. Pražky  چکسلواکی (TCH) با ضربه فنی ۱۹ دقیقه ۴۵ ثانیه.
  - مرحله چهارم – شکست برابر J. Domas  فرانسه (FRA) با امتیاز.
  - مرحله پنجم – شکست برابر Giuseppe Gorletti  ایتالیا (ITA) با امتیاز.
  - مرحله ششم – شکست برابر Viktor Fischer  اتریش (AUT) با امتیاز. (→  مدال برنز)

Men's Greco-Roman Light Heavyweight (−82,5 kg)
- رودولف لو
  - مرحله اول – شکست برابر Emil Wecksten  فنلاند (FIN) با امتیاز.
  - مرحله دوم – شکست برابر Bonnefonti  فرانسه (FRA) با ضربه فنی.
  - مرحله سوم – شکست برابر István Dömény  مجارستان (HUN) با ضربه فنی.
  - مرحله چهارم – شکست برابر Olli Pellinen  فنلاند (FIN) با امتیاز. (→ صعود نکرد، جایگاه ۶)

Men's Freestyle Featherweight (−61 kg)
- آنتون کولمان
  - مرحله ۱/۸ نهایی – شکست برابر رابین رید  ایالات متحده آمریکا (USA)
  - Tournament to 2nd place – مرحله اول – شکست برابر Chester Newton  ایالات متحده آمریکا (USA). (→ صعود نکرد، جایگاه ۱۰.)

Men's Freestyle Lightweight (−66 kg)
- آلفرد پارکس
  - مرحله ۱/۸ نهایی – شکست برابر Perry Martter  ایالات متحده آمریکا (USA).
  - مرحله ۱/۴ نهایی – شکست برابر آروو هاویستو  فنلاند (FIN). (→ صعود نکرد، جایگاه ۷)
- اسوالد کاپ
  - مرحله ۱/۸ نهایی – شکست برابر George Gardiner  بریتانیای کبیر (GBR) (→ صعود نکرد،  جایگاه ۱۱. -۱۶. )

### فوتبال
- تیم استونی: شامل ذخیره‌ها (یوهانس برنر، اوگن اینمن، ادوارد آلما، الکساندر گراسیموف-کالوت، سرگی یاوورسکی، ارنست یول، آلفی یورگنسون، هارالد کارمان، المار کالیوت، J.Kihlefeld, آگوست لس، یوهانس للو، رالف لیوار، هینریش پال، آرنولد پیهلاک، H.Põder, برنارد رین، وولدمار روکس، اوتو سیلبر، اوالد تیپنر، اسکار اوپراوس، هوگو ولی)
- مرحله ۱ (۲۵ مه ۱۹۲۸) (ورزشگاه پرشینگ), پارک ونسن، (پاریس), (۷۵۰۰)

داورها : M.Putz (بلژیک), Youssof Mohammed (مصر) و G.A.Herren (سوئیس)
 استونی: آگوست لس، آرنولد پیهلاک، اوتو سیلبر، المار کالیوت، برنارد رین، هارالد کارمان، هوگو ولی، هینریش پال، ادوارد آلما، اسکار اوپراوس، ارنست یول
 ایالات متحده آمریکا: جیمی داگلاس، Irving Davis, Arthur Rudd, Franke Burke Jones, Raymond Hornberger, Fred O'Conner, William Findlay, Aage Brix, Andy Straden, Henry Farrell, Sam Dalrymple
شکست برابر  ایالات متحده آمریکا (USA) ۰:۱ گل توسط Andy Straden (ایالات متحده آمریکا) ۱۰. دقیقه. (pen). (→ صعود نکرد)